# Log (Kranjska Gora)
Log (IPA: [ˈloːk]) è un insediamento (naselje) della municipalità di Kranjska Gora nella regione statistica dell'Alta Carniola in Slovenia.